# Юлия Попвасилева
Юлия Георгиева Попвасилева по баща Бояджиева е българска писателка от Македония.

## Биография
Попвасилева е родена през септември 1913 година в София в българско семейство, което през юли същата година е избягало от опожареното от гръцки войски валовищко село Долни Порой, Егейска Македония. Сестра е на общественика Стоян Бояджиев. Учи във френския пансион „Свети Йосиф“ в столицата и романска филология в Софийския университет. Преподава френски език в читалищата „Алеко Константинов“ и „Антон Страшимиров“, в Школата за подготовка на кадри за чужбина на Министерството на външната търговия и в Центъра за изучаване на чужди езици в София. Издала е в съавторство два учебника по френски език и е публикувала множество преводни материали от френски под псевдонима Ю. Валон. Дълги години е сътрудник на вестник „Ехо“, където публикува множество пътеписи от пътуванията си в страната и в чужбина.
Попвасилева е авторка на няколко книги на македонска тематика, които пише въз основа на спомените на майка си, Мария Бояджиева, бежанка от Егейска Македония. В 1988 година издава книгата със спомени за Долни Порой „Порой“, спечелила литературна награда на конкурс, организиран в Благоевград през 1979 година по повод годишнините на Илинденското и Кресненско-Разложкото въстание, която през 1995 година е преиздадена като „Спомени от бежанските години“. В 2001 година издава „Македонска орис“, четвърта книга от поредицата за Долни Порой след „Порой“, „Неволи“ и „Замогване“. В същата 2001 година издава и „Плетеното куфарче“.
Умира в София в 2006 година.